# Bernhard Lange (Pfarrer, † 1580)
Bernhardus Lange oder Bernhardus Langius und Bernhard Lange (* im 15. oder 16. Jahrhundert in Garbsen; † 1580 in Sarstedt) war ein deutscher evangelisch-lutherischer Geistlicher, religiös Verfolgter zur Zeit der Reformation und erster plattdeutsch predigender Priester in Hannover.

## Leben
Der in „Charpsen“ geborene Bernhard Lange diente in der Aegidienkirche in Hannover, die seinerzeit noch der römisch-katholischen Kirche und dem Papsttum unterstand, zunächst als Küster unter dem Pastor Johannes Holthusen. Schon während dieser Zeit an der Aegidienkirche stand Bernhard Lange in Verbindung mit Dietrich Arnsborg.
Noch in seiner Jugend hörte Lange entweder 1524 in Magdeburg oder später in Marburg die Reden von Martin Luther, weshalb er seiner Tätigkeit in der Aegidien-Kirchengemeinde zunächst verlustig ging. Doch bald darauf forderte die Gemeinde die Rückkehr Langes: Am 24. Juni 1533 stand dieser gemeinsam mit Scarabaeus auf dem Marktplatz zu Hannover und forderte die Einführung der evangelischen Lehre und zugleich „das Abendmahl in beiderlei Gestalt, die deutsche Taufe und die Freigabe der Priesterehe“.
1534 wurde Bernhard Lange schließlich als Sacellan zum ersten Pastor der Aegidienkirche berufen. Als solcher predigte er erstmals öffentlich nicht in lateinischer Sprache, sondern in deutscher Sprache. Dabei war er zugleich der erste, der während der Abendmahlsgottesdienste und bei Taufen plattdeutsch predigte. Aus diesem Grund wurde er von dem ebenfalls an der Aegidienkirche tätigen und dem Papsttum anhängenden Pastor „Holzhausen [... sowie] von andern vornehmen Leuten gehasset und verfolget“. Und aus diesem Grund verließ Lange die Stadt Hannover und nahm spätestens 1542 eine Stelle als Pastor in Eldagsen an der Kirche St. Alexandri an als erster evangelischer Pfarrer.
Von dort wurde er jedoch durch das 1548 von Kaiser Karl V. erlassene Augsburger Interim ebenfalls vertrieben: „Um der Wahrheit willen“ verließ Bernhard Lange auch Eldagsen, nachdem bereits 1547 Johannes Vahrenholz zu Langes Nachfolger als Pfarrer in Eldagsen bestimmt worden war.
Nachdem er „etliche Jahr am Elende gebauet“ hatte, wurde er in das Predigtamt in Sarstedt berufen, hatte dort überlieferungsgemäß jedoch nur wenig Erfolg bei der Verkündung des evangelischen Glaubens. Lange starb 1580 in Sarstedt.
Der 1547 in Hannover geborene Ludolf Lange war einer von Bernhard Langes Nachfolgern als evangelischer Prediger an der hannoverschen Aegidienkirche.

## Gedenktafel
Laut dem Prediger Johann Anton Strubberg soll nach dem Jahr 1580 hinter dem Altar der Ägidienkirche eine heute wohl zerstörte Gedenktafel angebracht worden sein, die – allerdings wiederum in lateinischer Sprache – an den verstorbenen Prediger erinnerte:

„Bernhardus Langius Garpensis antea in papatu sacellanus huius ecclesiae propter veritatem secessit ab oppido Eldagsen. Mortuus anno 1580. in oppido Sarstede.“

Übersetzung: Bernhard Lange aus Garbsen, vorher während päpstlicher Zeit Sacellan dieser Kirche, verließ um der Wahrheit willen den Ort Eldagsen. Er starb im Jahr 1580 in dem Ort Sarstedt.